# Адарих
Адарих (Адарик; лат. Adarich или Adaric; казнён 19 ноября 478) — знатный варвар, казнённый за мятеж против правителя Италии Одоакра.

## Биография
Из всех известных раннесредневековых исторических источников, единственный сообщающий об Адарихе — «Копенгагенское продолжение „Хроники“ Проспера Аквитанского».
О происхождении Адариха сведений не сохранилось. Судя по ономастическим данным, он был германцем.
Во второй половине 470-х годов Адарих обладал титулом «vir nobilis» и принадлежал к знати варварского королевства, основанного на Апеннинском полуострове Одоакром после ликвидации в 476 году Западной Римской империи. В 478 году Адарих восстал против правителя Италии, но был побеждён в сражении и 19 ноября казнён вместе с матерью и братом.
Казнь Адариха и убийство по приказу Одоакра Бракилы в 477 году были следствием борьбы за власть между различными группами варваров в первые годы после свержения римского императора Ромула Августа. Тем не менее, эти мятежи — единственные бунты во всё продлившееся до 493 года правление Одоакра. Это должно свидетельствовать о способности властителя Италии поддерживать свой авторитет как среди варваров, так и местных римлян.